# William Julian-Damazy
William Julian-Damazy, de son vrai nom William Jean Lucien Julian, né le 20 février 1862 à Paris, ville où il est mort le  14 mai 1925, est un graveur, peintre et illustrateur français, actif à la Belle Époque.

## Biographie
William Jean Lucien Julian-Damazy est né le 20 février 1862 dans le 16e arrondissement de Paris. Élève du graveur Louis-Pierre Henriquel-Dupont et du peintre Léon Bonnat, il expose pour la première fois au Salon des artistes français dès 1887, une gravure d'interprétation, un portrait d'homme d'après Rembrandt, puis y revient de 1891 (avec mention honorable) à 1905. En 1892, il y propose une eau forte, intitulé La Danse d'après Jules Chéret ; son adresse mentionnée est 61 boulevard Suchet. Les travaux qu'il montre au Salon durant cette période sont essentiellement des burins, mais aussi des panneaux décoratifs (1903). Médaille d'argent en 1905, il devient membre de la Société des artistes français. Il réside à ce moment-là à Neuilly-sur-Seine.
Julian-Damazy travaille pour l'éditeur Paul Ollendorff : en 1896, il illustre le Journal d'un comédien de Frédéric Febvre, puis, aux côtés entre autres de Henri Lanos ou André Brouillet, à l'édition illustrée des œuvres de Guy de Maupassant, avec Monsieur Parent (1903) et Le Horla (1908), en collaboration avec le graveur sur bois Georges Lemoine.
Un article du Figaro (1924) révèle qu'il était le beau-fils du peintre William Haussoullier (1815-1892), autrefois célébré par Charles Baudelaire au Salon de 1845,.
Il meurt le 14 mai 1925 en son domicile situé dans le 16e arrondissement de Paris.

## Œuvre

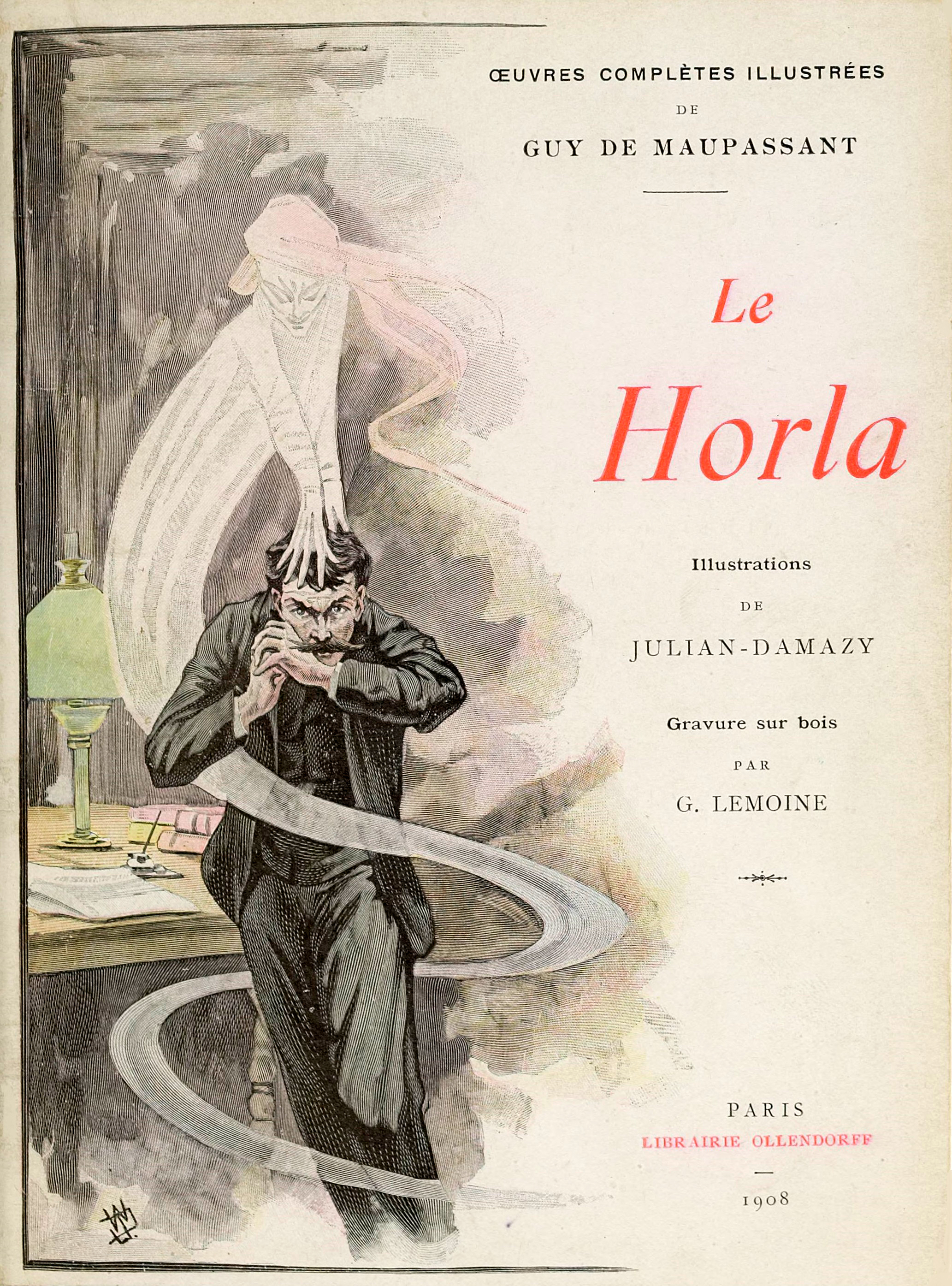
Le Horla, couverture de l'édition de 1908.

### Conservation
- Diane, burin d'après Jules-Élie Delaunay, [1894], Chalcographie du Louvre[9].
- Une séance à la conférence de La Haye, burin d'après Henri-Camille Danger, 1905, non localisée[10].
- Ménippe, burin d'après Vélasquez, 1909, Bergerac, musée Donatien Costi[11].

### Autres ouvrages illustrés
- Henryk Sienkiewicz, Quo vadis ?, roman des temps néroniens, traduction de B. Kozakiewicz et J. L. de Janasz, illustré de 570 aquarelles originales, Paris, Éditions du Jubilé, 1903.
- Sully-Prudhomme, Stances et poèmes, compositions gravées d'après André Martin-Gauthereau, Paris, Les Amis des livres, 1914-1918.
- Jean Variot, Jadis et aujourd'hui, illustrations originales, Paris, D'Alignan et Turpin, 1921.
- Erckmann-Chatrian, Madame Thérèse, eaux fortes originales rehaussées, Paris, L. Carteret, 1924.